# Hyphodontia subdetritica
Hyphodontia subdetritica är en svampart som beskrevs av S.S. Rattan 1977. Hyphodontia subdetritica ingår i släktet Hyphodontia och familjen Schizoporaceae.   Inga underarter finns listade i Catalogue of Life.